# Myrioblephara muscosa
Myrioblephara muscosa là một loài bướm đêm trong họ Geometridae.